# الضفدع الثاني
أو بيتا القيطس Beta Ceti اسمه التقليدي Diphda مشتق من الاسم العربي وهو نجم في كوكبة القيطس.
ينتمي إلى الفئة الطيفية بين G وK وبالتالي هو نجم مصفر ابرد نوعا ما من الشمس وعلى الرغم من ذلك فهو أكثر ضياء من الشمس وتبلغ كتلته 3 أضعاف كتلة الشمس ونصف قطره حوالي 17 ضعف من نصف قطر الشمس. وهذا النجم انهى مرحلة النسق الأساسي وفي طريقه للتطور إلى مرحلة عملاق أحمر.
يبلغ قدره الظاهري 2.04 ويبعد 96 سنة ضوئية عن الأرض

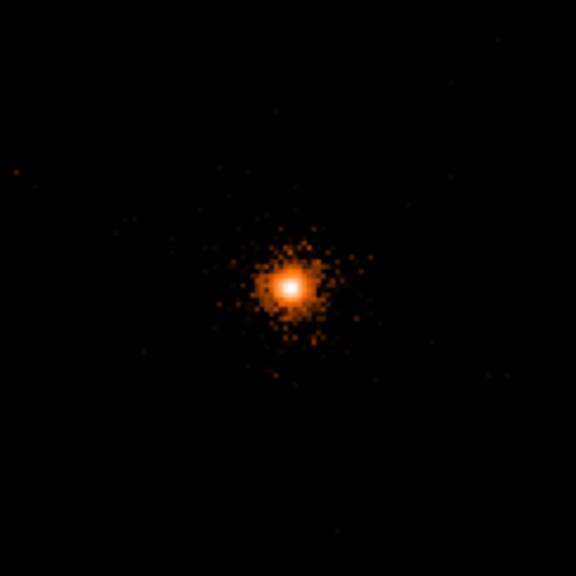
صورة العملاق البرتقالي بيتا سيتي من مرصد شاندرا للأشعة السينية التابع لناسا.

اما الضفدع الثاني فيسمى أيضا فم الحوت.